# Vahdat
Vahdat (también Vakhdat o Vajdat) es una ciudad en Tayikistán occidental, a 10 km al oriente de la capital nacional, Dusambé. Tiene una población cercana a los 50.000 habitantes.

## Denominación
La ciudad se llamó Kafirnahan o "lugar donde viven los que no creen" (کافرنهان). También se le conoció como Bazar Yangi, desde 1936 Ordzhonikidzeabad", desde 1992 Kofarnihon, y a partir de 2003 Vahdat.
Vahadat significa unidad en persa.